# Puerto de Ilo
El puerto de Ilo es un puerto marítimo ubicado en Ilo, Departamento de Moquegua, Perú. Constituye uno de los tres puertos del Pacífico Sur Peruano (Marcona e Matarani) por donde sale la carretera Interoceánica hacia el sur del Perú y los países vecinos de Brasil y Bolivia interconectando por estas vías al atlántico brasileño.
El puerto de Ilo inició actividades el 29 de mayo de 1970 y está ubicado en un área de 81 mil 445 metros cuadrados. La administración está a cargo de la Empresa Nacional de Puertos y tiene una capacidad para de 1 millón de Tn.
Tiene un muelle multipropósito de tipo espigón de atraque directo. Tiene capacidad para 35.000 DWT.
El área de almacenamiento sin techo es de 38.360 m², mientras que el área techada de 8.540 m², asimismo cuenta con un almacén techado de 1.634 m².
En el 2018, el movimiento portuario en el puerto de Ilo fue de 27,717 TEU ubicándose en el puesto 86 en la lista de actividad portuaria de América Latina y el Caribe.